# Protokollarische Rangordnung in der Schweiz
Die offizielle protokollarische Rangordnung der Schweizerischen Eidgenossenschaft ist durch das Protokollreglement und die Präzedenztabelle des Aussendepartementes bestimmt. Die Rangordnung ist vor allem für Anlässe im Rahmen der internationalen Beziehungen von Bedeutung.
Gemäss den genannten Vorschriften hat nicht – wie verbreitet angenommen – die Nationalratspräsidentin oder der Nationalratspräsident das protokollarisch höchste Amt inne, sondern die Bundespräsidentin oder der Bundespräsident.
Das Reglement gelangt in erster Linie bei Anlässen im Rahmen der internationalen Beziehungen (z. B. Staatsbesuchen) zur Anwendung, weil gemäss Bundesverfassung der Bundesrat die Schweiz nach aussen vertritt (Art. 184 Abs. 1 BV). Im innerstaatlichen Bereich wird hingegen der Präsident des Nationalrates in der Funktion als Präsident der Vereinigten Bundesversammlung als «höchster Schweizer» verstanden, weil die Bundesversammlung «die oberste Gewalt im Bund» (Art. 148 Abs. 1 BV) ausübt.
Die protokollarische Reihenfolge der Amtsträgerinnen oder Amtsträger des Bundes unter sich richtet sich nach der Reihenfolge ihrer Wahl (Anciennität), diejenige der kantonalen Amtsträgerinnen oder Amtsträger nach der Reihenfolge der Kantone in der Bundesverfassung. Ehegatten der Amtsträgerinnen oder Amtsträger haben grundsätzlich denselben Rang.

## Rangfolge
Die derzeitige, vom Bundesrat am 29. September 2017 genehmigte Rangfolge gemäss Protokollreglement und Präzedenztabelle ist:
1. Gesamtbundesrat
  1. Die Bundespräsidentin (2025: Karin Keller-Sutter)
  2. Der Vizepräsident des Bundesrates (2025: Guy Parmelin)
  3. Die anderen Mitglieder des Bundesrates in der Reihenfolge ihrer Wahl (Ignazio Cassis, Albert Rösti, Elisabeth Baume-Schneider, Beat Jans, Martin Pfister) und gleichrangig, jedoch nach den Bundesräten, der General der Schweizer Armee (das Amt ist nur im Kriegsfall besetzt)
2. Die Nationalratspräsidentin (2024/2025: Maja Riniker)
3. Der Ständeratspräsident (2024/2025: Andrea Caroni)
4. Der Bundeskanzler (ab 2024: Viktor Rossi)
5. Der Bundesgerichtspräsident (ab 2023: Yves Donzallaz)
6. Altbundesräte (frühere Mitglieder des Bundesrates in der Reihenfolge ihrer Wahl: Arnold Koller, Adolf Ogi, Kaspar Villiger, Ruth Dreifuss, Moritz Leuenberger, Pascal Couchepin, Ruth Metzler-Arnold, Joseph Deiss, Samuel Schmid, Micheline Calmy-Rey, Christoph Blocher, Hans-Rudolf Merz, Doris Leuthard, Eveline Widmer-Schlumpf, Ueli Maurer, Didier Burkhalter, Simonetta Sommaruga, Johann Schneider-Ammann, Alain Berset, Viola Amherd)
7. Präsidenten der Kantonsregierungen (bei den Kantonsbehörden ist die Reihenfolge in der Bundesverfassung massgebend), – Kardinäle der katholischen Kirche (Kurt Koch), der Ratspräsident des Schweizerischen Evangelischen Kirchenbundes, Grossrabbiner
8. Der Vizepräsident des Nationalrates (2024/2025: Pierre-André Page), sofern er nicht als Abdelegierter der Präsidentin erscheint
9. Der Vizepräsident des Ständerates (2024/2025: Stefan Engler), sofern er nicht als Abdelegierter des Präsidenten erscheint
10. Der Vizepräsident des Bundesgerichts (ab 2023: François Chaix), sofern er nicht als Abdelegierter des Präsidenten erscheint
11. Die Nationalräte in der Reihenfolge ihrer Wahl
12. Die Ständeräte in der Reihenfolge ihrer Wahl
13. Der Chef der Armee (Thomas Süssli), Staatssekretäre der Bundesverwaltung, Bischöfe
14. Die Richter am Bundesgericht
15. Der Präsident des Bundesstrafgerichts
16. Der Präsident des Bundesverwaltungsgerichts
17. Der Präsident des Bundespatentgerichts
18. Der Bundesanwalt (Stefan Blättler)
19. Gleichrangig: Schweizerische Missionschefs, Korpskommandanten und die obersten Führungspersonen der Nationalbank, SBB, Post und des ETH-Rates
20. Vizepräsidenten der Kantonsregierungen
21. Der Vizepräsident des Bundesstrafgerichts
22. Der Vizepräsident des Bundesverwaltungsgerichts
23. Der Vizepräsident des Bundespatentgerichts
24. Mitglieder der Kantonsregierungen
25. Direktoriumsmitglieder der Nationalbank SNB
26. Gleichrangig: Botschafter, Divisionäre, Delegierte des Bundesrats, Direktoren der Bundesämter, Generalsekretär der Bundesversammlung, Generalsekretäre der Departemente, Vizekanzler, Delegierte für Handelsverträge
27. Gleichrangig: Stadtpräsidentin der Bundesstadt Bern (ab 2025 Marieke Kruit), Rektoren von Universitäten und Hochschulen
28. Gleichrangig: Präsidenten der gesetzgebenden Behörden der Kantone, Brigadiers, stellvertretende Direktoren der Bundesämter
29. Dekane von Fakultäten und Direktoren von Hochschulen
30. Gleichrangig: Präsidenten der Ober- oder Kantonsgerichte, höhere kirchliche Würdenträger
31. Gleichrangig: Die Richter am Bundesstrafgericht, Professoren von Universitäten und Hochschulen
32. Die Richter am Bundesverwaltungsgericht
33. Die Richter am Bundespatentgericht
34. Präsidenten der Regierungsbehörden von Gemeinden
35. Gleichrangig: Staatsschreiber, Minister im diplomatischen Dienst, Obersten, Vizedirektoren der Bundesämter
36. Mitglieder der gesetzgebenden Behörden der Kantone
37. Gleichrangig: Kantonsrichter, Staatsanwälte der Kantone, Präsidenten der gesetzgebenden Behörden der Gemeinden, Oberstleutnants
38. Gleichrangig: Majore, Sektionschefs der Bundesverwaltung, Pfarrer und Priester